# مقبولة شلق
مقبولة شَلَق (1921-1986) هي أديبة قصاصة وَمُربية سُورية، وُلدت في دمشق عام 1921، ودرست الحقوق في جامعة دمشق، وَتُعتبر رابع فتاة تتخرج من جامعة دمشق، وأول من حمل إجازة الحقوق في سوريا من السيدات.

عملت مقبولة بالتدريس بعد تخرجها، وبعد ذلك رافقت زوجها إلى باريس، فدرست هناك قضايا الحضانة ودور رعاية الأطفال والحضانة، وحين عادت إلى بلدها أسست جمعية حماية الطفل في بعض قرى دمشق.
مقبولة عضو في اتحاد الكتاب العرب، ولها مجموعات قصصية منها: قصص من بلدي وَعُرس العصافير، ولها تجربة في قصص الأطفال منها: مغامرات دجاجة، وهي شاعرة صدر لها ديوانان: أغنيات قلب وَسيدة الثمار. توفيت عام 1986.